# 부천시의 행정 구역

부천시 행정 구역

부천시의 행정 구역은 3구 37동 723통 5,147반으로 나뉘어 있다. 부천시의 면적은 경기도의 0.5%인 53.4km2이며, 개발제한구역은 12.13km2로 전체 면적의 22.7%에 해당한다. 인구는 2024년 1월 1일을 기준으로 344,277세대 807,376명이며, 인구밀도는 15,119명/km2이다.

## 행정 구역
면적은 부천시청에서 제공하는 통계 자료에 근거하며, 인구와 세대는 2024년 1월 31일 주민등록 기준이다.
| 구            | 행정동      | 한자        | 면적  | 인구    | 세대    |
| ------------- | ----------- | ----------- | ----- | ------- | ------- |
| 원미구 遠美區 | 심곡1동     | 深谷1洞     | 0.44  | 12,039  | 6,474   |
| 원미구 遠美區 | 심곡2동     | 深谷2洞     | 0.64  | 18,289  | 11,241  |
| 원미구 遠美區 | 심곡3동     | 深谷3洞     | 0.39  | 11,072  | 5,516   |
| 원미구 遠美區 | 원미1동     | 遠美1洞     | 1.11  | 16,756  | 7,645   |
| 원미구 遠美區 | 원미2동     | 遠美2洞     | 0.39  | 11,553  | 5,573   |
| 원미구 遠美區 | 소사동      | 素砂洞      | 0.55  | 6,143   | 3,172   |
| 원미구 遠美區 | 역곡1동     | 驛谷1洞     | 1.19  | 16,487  | 6,904   |
| 원미구 遠美區 | 역곡2동     | 驛谷2洞     | 1.04  | 17,047  | 7,774   |
| 원미구 遠美區 | 춘의동      | 春衣洞      | 2.92  | 13,852  | 6,716   |
| 원미구 遠美區 | 도당동      | 陶唐洞      | 1.99  | 20,651  | 9,089   |
| 원미구 遠美區 | 약대동      | 若大洞      | 0.70  | 17,357  | 6,889   |
| 원미구 遠美區 | 중동        | 中洞        | 0.70  | 21,966  | 9,546   |
| 원미구 遠美區 | 중1동       | 中1洞       | 1.41  | 40,680  | 18,997  |
| 원미구 遠美區 | 중2동       | 中2洞       | 0.99  | 29,776  | 11,214  |
| 원미구 遠美區 | 중3동       | 中3洞       | 0.80  | 22,309  | 10,094  |
| 원미구 遠美區 | 중4동       | 中4洞       | 0.65  | 17,539  | 8,289   |
| 원미구 遠美區 | 상동        | 上洞        | 0.86  | 17,829  | 8,099   |
| 원미구 遠美區 | 상1동       | 上1洞       | 0.57  | 23,996  | 10,086  |
| 원미구 遠美區 | 상2동       | 上2洞       | 1.77  | 28,354  | 10,349  |
| 원미구 遠美區 | 상3동       | 上3洞       | 1.45  | 30,150  | 10,727  |
| 원미구 遠美區 | 원미구 소계 | 원미구 소계 | 20.58 | 393,826 | 174,404 |
| 소사구 素砂區 | 심곡본동    | 深谷本洞    | 0.98  | 14,750  | 7,634   |
| 소사구 素砂區 | 심곡본1동   | 深谷本1洞   | 0.73  | 16,357  | 8,495   |
| 소사구 素砂區 | 소사본동    | 素砂本洞    | 1.97  | 25,055  | 11,937  |
| 소사구 素砂區 | 소사본1동   | 素砂本1洞   | 1.03  | 28,540  | 11,746  |
| 소사구 素砂區 | 범박동      | 範朴洞      | 1.13  | 28,075  | 9,971   |
| 소사구 素砂區 | 옥길동      | 玉吉洞      | 2.92  | 31,464  | 11,388  |
| 소사구 素砂區 | 괴안동      | 槐安洞      | 0.67  | 18,764  | 8,343   |
| 소사구 素砂區 | 역곡3동     | 驛谷3洞     | 1.03  | 21,635  | 10,378  |
| 소사구 素砂區 | 송내1동     | 松內1洞     | 1.14  | 20,662  | 8,820   |
| 소사구 素砂區 | 송내2동     | 松內2洞     | 1.23  | 24,556  | 10,535  |
| 소사구 素砂區 | 소사구 소계 | 소사구 소계 | 12.83 | 229,858 | 99,247  |
| 오정구 梧亭區 | 성곡동      | 城谷洞      | 4.56  | 38,563  | 17,013  |
| 오정구 梧亭區 | 원종1동     | 遠宗1洞     | 1.42  | 21,624  | 9,503   |
| 오정구 梧亭區 | 원종2동     | 遠宗2洞     | 0.61  | 19,361  | 8,944   |
| 오정구 梧亭區 | 고강본동    | 古康本洞    | 1.56  | 26,083  | 12,357  |
| 오정구 梧亭區 | 고강1동     | 古康1洞     | 1.99  | 12,763  | 5,835   |
| 오정구 梧亭區 | 오정동      | 梧亭洞      | 6.77  | 19,782  | 8,680   |
| 오정구 梧亭區 | 신흥동      | 新興洞      | 3.14  | 17,014  | 7,972   |
| 오정구 梧亭區 | 오정구 소계 | 오정구 소계 | 20.04 | 155,190 | 70,304  |
| 합계          | 합계        | 합계        | 53.46 | 779,968 | 344,096 |

## 개요
| 구     | 법정동             | 행정동    | 유래 |
| ------ | ------------------ | --------- | --- |
| 원미구 | 원미동(遠美洞)     | 원미1동   | 원미산이라고 불리게 된 것은 부평구 관아(현 인천광역시 계양구 계산동 소재)의 동헌에서 아침 해돋이 때의 산세는 그지없이 선연하고 아름다우며 해질녘 노을에 반사된 이 산의 모습이 아름다워 원미산이라 부르게 되었다고 하는데 정확한 근거는 없다. 원미동은 부천시가 되기 전까지는 조종리(朝宗里), 또는 조마루라고 불렀다. |
| 원미구 | 원미동(遠美洞)     | 원미2동   | 원미산이라고 불리게 된 것은 부평구 관아(현 인천광역시 계양구 계산동 소재)의 동헌에서 아침 해돋이 때의 산세는 그지없이 선연하고 아름다우며 해질녘 노을에 반사된 이 산의 모습이 아름다워 원미산이라 부르게 되었다고 하는데 정확한 근거는 없다. 원미동은 부천시가 되기 전까지는 조종리(朝宗里), 또는 조마루라고 불렀다. |
| 원미구 | 심곡동(深谷洞)     | 심곡1동   | 산골이 아닌 허허벌판인 이 마을에 깊은 구지를 의미하는 심곡이 붙은 것은 본래의 의미와는 거리가 있다. 이 지역의 고유한 명칭은 심곡1동은 벌막, 심곡2동은 진말, 심곡3동은 먹적골이다. 벌막은 벌판(坪村)의 큰 길 분기점에 마을과 주막거리가 생긴 데에서 유래한다. 진말은 비가 좀 와도 배수가 잘 되지 않아 땅이 무척 질었다는 것과 동학항쟁 때 이곳에 진을 쳤다고도 하는 데에서 유래한다. 먹적골은 조선시대 牧自里 즉 牧自골로 불린 데에서 유래한다고 한다. |
| 원미구 | 심곡동(深谷洞)     | 심곡2동   | 산골이 아닌 허허벌판인 이 마을에 깊은 구지를 의미하는 심곡이 붙은 것은 본래의 의미와는 거리가 있다. 이 지역의 고유한 명칭은 심곡1동은 벌막, 심곡2동은 진말, 심곡3동은 먹적골이다. 벌막은 벌판(坪村)의 큰 길 분기점에 마을과 주막거리가 생긴 데에서 유래한다. 진말은 비가 좀 와도 배수가 잘 되지 않아 땅이 무척 질었다는 것과 동학항쟁 때 이곳에 진을 쳤다고도 하는 데에서 유래한다. 먹적골은 조선시대 牧自里 즉 牧自골로 불린 데에서 유래한다고 한다. |
| 원미구 | 심곡동(深谷洞)     | 심곡3동   | 산골이 아닌 허허벌판인 이 마을에 깊은 구지를 의미하는 심곡이 붙은 것은 본래의 의미와는 거리가 있다. 이 지역의 고유한 명칭은 심곡1동은 벌막, 심곡2동은 진말, 심곡3동은 먹적골이다. 벌막은 벌판(坪村)의 큰 길 분기점에 마을과 주막거리가 생긴 데에서 유래한다. 진말은 비가 좀 와도 배수가 잘 되지 않아 땅이 무척 질었다는 것과 동학항쟁 때 이곳에 진을 쳤다고도 하는 데에서 유래한다. 먹적골은 조선시대 牧自里 즉 牧自골로 불린 데에서 유래한다고 한다. |
| 원미구 | 춘의동(春衣洞)     | 춘의동    | 춘의동의 옛 이름인 표절리(表節里)는 '節'개에 경의를 '表'한다 해서 붙여진 이름이라 한다. 예전에 춘의로 초입에 풍산 홍씨가 받은 정려문이 있었다고 한다. 표절리는 부천시 승격 때 춘의산 아래에 있어 춘의동이 되었다. 이 곳에 양짓말이 있어 '봄을 뜻하는 산(春意山)'에서 유래했다고 볼 수 있다. |
| 원미구 | 도당동(陶唐洞)     | 도당동    | 벽돌공장이 있었기에 도당동으로 쓰이게 되었다고 하며, 당집이 있어 도당으로 쓰였다는 이야기도 있다. 도당을 어원적으로 보면 당은 산을 뜻하고 도는 건너 또는 너머를 뜻하므로 도당은 ‘산 너머’를 이른다고 할 수도 있다. |
| 원미구 | 약대동(若大洞)     | 약대동    | 시 승격 전 오정면 약대리 지역으로 약물터가 있으므로 약대라고 하였는데, 부천군 때는 약대리라고 해서 오정면에 속했다. 본래 도당동, 약대동, 내동, 삼정동이 모두 약대동이었다. |
| 원미구 | 소사동(素砂洞)     | 소사동    | 소사는 '소사'로 표기하고 토박이말로 '소새(쇠)'로 읽는다. 이곳에 오래 산 촌로들은 지금도 소새(쇠)라고 말한다. 소새는 고운 모래를 일컫는다. 한편 소쇠를 추론한다면 '쇠'가 철광에서 연유한 것이 아닌가 하는 정도이나 확증은 없다. |
| 원미구 | 역곡동(驛谷洞)     | 역곡1동   | 시 승격 전 벌응절리(伐應節里) 지역이었고, 역곡이라는 지명은 옛날에 역원이 있었던 마을에서 유래한 이름이다. 벌응절리의 유래에 대해서는 옛낱 이곳에 봉응사(蜂應寺)란 절이 있었기 때문에 붙여졌다는 설(蜂은 우리 말로 '벌'이고 寺는 우리말로 절)과 왜군의 침략에 '應'하여 왜군을 쳤기(伐) 때문에 붙여진 것이란 설이 있다. |
| 원미구 | 역곡동(驛谷洞)     | 역곡2동   | 시 승격 전 벌응절리(伐應節里) 지역이었고, 역곡이라는 지명은 옛날에 역원이 있었던 마을에서 유래한 이름이다. 벌응절리의 유래에 대해서는 옛낱 이곳에 봉응사(蜂應寺)란 절이 있었기 때문에 붙여졌다는 설(蜂은 우리 말로 '벌'이고 寺는 우리말로 절)과 왜군의 침략에 '應'하여 왜군을 쳤기(伐) 때문에 붙여진 것이란 설이 있다. |
| 원미구 | 중동(中洞)         | 중동      | 시 승격 전 소사읍 중리에 속했던 넓은 평야지역이다. 지금은 중동신도시가 들어섰다. |
| 원미구 | 중동(中洞)         | 중1동     | 시 승격 전 소사읍 중리에 속했던 넓은 평야지역이다. 지금은 중동신도시가 들어섰다. |
| 원미구 | 중동(中洞)         | 중2동     | 시 승격 전 소사읍 중리에 속했던 넓은 평야지역이다. 지금은 중동신도시가 들어섰다. |
| 원미구 | 중동(中洞)         | 중3동     | 시 승격 전 소사읍 중리에 속했던 넓은 평야지역이다. 지금은 중동신도시가 들어섰다. |
| 원미구 | 중동(中洞)         | 중4동     | 시 승격 전 소사읍 중리에 속했던 넓은 평야지역이다. 지금은 중동신도시가 들어섰다. |
| 원미구 | 상동(上洞)         | 상동      | 시 승격 전 소사읍 상리였으며 지금은 상동지구가 들어섰다. 평야 지역으로 동네방죽, 배락논, 쪼갈논, 갈논, 운둥군논, 돌다리논, 동정머리논, 투명배미논, 쇠밭이논, 물문개논, 세벽구덩이논, 밭뜬논, 세귀밭논, 봉초논, 덕배미, 장승백이논, 백지논, 앞자리논, 쪽다리논, 앞방죽논과 같이 논과 관련된 지명이 많다. |
| 원미구 | 상동(上洞)         | 상1동     | 시 승격 전 소사읍 상리였으며 지금은 상동지구가 들어섰다. 평야 지역으로 동네방죽, 배락논, 쪼갈논, 갈논, 운둥군논, 돌다리논, 동정머리논, 투명배미논, 쇠밭이논, 물문개논, 세벽구덩이논, 밭뜬논, 세귀밭논, 봉초논, 덕배미, 장승백이논, 백지논, 앞자리논, 쪽다리논, 앞방죽논과 같이 논과 관련된 지명이 많다. |
| 원미구 | 상동(上洞)         | 상2동     | 시 승격 전 소사읍 상리였으며 지금은 상동지구가 들어섰다. 평야 지역으로 동네방죽, 배락논, 쪼갈논, 갈논, 운둥군논, 돌다리논, 동정머리논, 투명배미논, 쇠밭이논, 물문개논, 세벽구덩이논, 밭뜬논, 세귀밭논, 봉초논, 덕배미, 장승백이논, 백지논, 앞자리논, 쪽다리논, 앞방죽논과 같이 논과 관련된 지명이 많다. |
| 원미구 | 상동(上洞)         | 상3동     | 시 승격 전 소사읍 상리였으며 지금은 상동지구가 들어섰다. 평야 지역으로 동네방죽, 배락논, 쪼갈논, 갈논, 운둥군논, 돌다리논, 동정머리논, 투명배미논, 쇠밭이논, 물문개논, 세벽구덩이논, 밭뜬논, 세귀밭논, 봉초논, 덕배미, 장승백이논, 백지논, 앞자리논, 쪽다리논, 앞방죽논과 같이 논과 관련된 지명이 많다. |
| 소사구 | 소사본동(素砂本洞) | 소사본동  | ↑ 참고 |
| 소사구 | 소사본동(素砂本洞) | 소사본1동 | ↑ 참고 |
| 소사구 | 심곡본동(深谷本洞) | 심곡본동  | ↑ 참고 |
| 소사구 | 심곡본동(深谷本洞) | 심곡본1동 | ↑ 참고 |
| 소사구 | 범박동(範朴洞)     | 범박동    | 범박골은 범씨와 죽산박씨가 정작하여 붙여진 명칭이라는 설과 마을 형태 때문에 호랑이 (범)와 관련하여 붙여진 명칭이라는 설이 있다. 범과 박씨가 연결되어 있는 박씨는 부천에 정착한 죽산 박씨이다. |
| 소사구 | 범박동(範朴洞)     | 옥길동    | 범박골은 범씨와 죽산박씨가 정작하여 붙여진 명칭이라는 설과 마을 형태 때문에 호랑이 (범)와 관련하여 붙여진 명칭이라는 설이 있다. 범과 박씨가 연결되어 있는 박씨는 부천에 정착한 죽산 박씨이다. |
| 소사구 | 괴안동(槐安洞)     | 괴안동    | |
| 소사구 | 괴안동(槐安洞)     | 역곡3동   | |
| 소사구 | 송내동(松內洞)     | 송내1동   | 경인국도와 경인전철 사이에 위치한 마을로 시 승격 직후에도 언덕산과 이 마을 초입에 해묵은 소나무가 마을을 둘러싸고 있어 소나무로 둘러싸인 안동네, 즉 ‘솔안말’이었다. 송내동은 여기에서 연유하였다. |
| 소사구 | 송내동(松內洞)     | 송내2동   | 경인국도와 경인전철 사이에 위치한 마을로 시 승격 직후에도 언덕산과 이 마을 초입에 해묵은 소나무가 마을을 둘러싸고 있어 소나무로 둘러싸인 안동네, 즉 ‘솔안말’이었다. 송내동은 여기에서 연유하였다. |
| 소사구 | 옥길동(玉吉洞)     | 옥길동    | |
| 소사구 | 계수동(桂壽洞)     | 범박동    | |
| 오정구 | 오정동(梧亭洞)     | 오정동    | 대장동을 포함하는 오정동은 김포평야와 부평평야에 맞닿은 평야 지역이다. 굴포천의 범람원으로 예전 갈대밭이었다가 1925년 한강수리조합이 탄생하면서 논으로 개간되어 주곡생산지가 되었다. 제주 고씨, 여흥 민씨 등의 씨족 마을이 있었고 한자로 오동나무 '梧'에 정자 '亭'으로 오동나무가 많이 있었음을 짐작할 수 있다. |
| 오정구 | 여월동(如月洞)     | 성곡동    | |
| 오정구 | 작동(鵲洞)         | 성곡동    | 작동은 까치울을 한자로 표기한 것인데 까치는 작다는 뜻도 있으므로 작고 아늑한 마을이란 뜻이다. |
| 오정구 | 원종동(遠宗洞)     | 원종1동   | 시 승격 전 ‘먼마루’라고 불렸다. 춘의동 당아래에서 내려다 볼 때 '멀리 둥그렇게 산마루'처럼 보인다고 해서 붙여진 이름으로 멧마루라고도 부른다. 멧는 산을 뜻하고 마루는 으뜸, 또는 등성이를 뜻한다. 그러므로 원종동은 '산등성이에 위치하고 있는 마을'이란 뜻이다. |
| 오정구 | 원종동(遠宗洞)     | 원종2동   | 시 승격 전 ‘먼마루’라고 불렸다. 춘의동 당아래에서 내려다 볼 때 '멀리 둥그렇게 산마루'처럼 보인다고 해서 붙여진 이름으로 멧마루라고도 부른다. 멧는 산을 뜻하고 마루는 으뜸, 또는 등성이를 뜻한다. 그러므로 원종동은 '산등성이에 위치하고 있는 마을'이란 뜻이다. |
| 오정구 | 원종동(遠宗洞)     | 성곡동    | 시 승격 전 ‘먼마루’라고 불렸다. 춘의동 당아래에서 내려다 볼 때 '멀리 둥그렇게 산마루'처럼 보인다고 해서 붙여진 이름으로 멧마루라고도 부른다. 멧는 산을 뜻하고 마루는 으뜸, 또는 등성이를 뜻한다. 그러므로 원종동은 '산등성이에 위치하고 있는 마을'이란 뜻이다. |
| 오정구 | 고강동(古康洞)     | 고강본동  | 고강동이라는 이름은 ‘옛날에 있었던 마을’이라고 해서 붙여진 고리울에서 ‘고’, 강장골에서 ‘강’을 따서 붙여진 이름이다. 고강동에는 청동기 시대의 유적지가 있다. |
| 오정구 | 고강동(古康洞)     | 고강1동   | 고강동이라는 이름은 ‘옛날에 있었던 마을’이라고 해서 붙여진 고리울에서 ‘고’, 강장골에서 ‘강’을 따서 붙여진 이름이다. 고강동에는 청동기 시대의 유적지가 있다. |
| 오정구 | 대장동(大壯洞)     | 오정동    | |
| 오정구 | 삼정동(三井洞)     | 신흥동    | |
| 오정구 | 내동(內洞)         | 신흥동    | 내동은 춘의산 북녘으로 이어진 능선 끝과 예전 늪지대였던 삼정동, 대장동, 오정동 일대의 중간에 위치하여 붙여진 이름으로 보인다. 삼정동은 약 300 여 년 전 밀양 박씨가 마을을 이루어 형성되었다. 현재는 경인고속도로의 내동 인터체인지가 만들어지면서 공업지역이 되었다. |

## 연혁
- 1973년 7월 1일 부천군이 폐지되고 소사읍이 부천시로 승격되었으며, 계양·오정면을 김포군에, 소래면을 시흥군에, 도서지역을 옹진군에 편입하였다.
- 1975년 김포군 오정면을 부천시에 편입하였다.
- 1983년 시흥군 소래읍 계수리, 옥길리 각 일부를 부천시에 편입하였다.
- 1988년 중구와 남구를 설치하였다.
- 1993년 2월 1일 중구를 원미구와 오정구로 분구하고, 남구를 소사구로 개칭하였다. 종전 남구 중 경인선 이북의 지역은 원미구에 편입되었다.

| 부천시조례 제1216호 (법정동)                                              |                                                                                         |
| 구 행정구역                                                               | 신 행정구역                                                                             |
| 중구 심곡동, 원미동, 춘의동, 여월동 일부, 작동 일부, 도당동, 약대동, 중동 | 원미구 심곡동, 원미동, 춘의동 일부, 춘의동 일부, 춘의동 일부, 도당동, 약대동, 중동 일부 |
| 남구 소사동 일부, 역곡동, 송내동 일부, 중동, 상동                         | 원미구 소사동, 역곡동, 상동 일부, 중동 일부, 상동 일부                                  |
| 남구 심곡동, 소사동 일부, 범박동, 괴안동, 송내동 일부, 옥길동, 계수동     | 소사구 심곡본동, 소사본동, 범박동, 괴안동, 송내동, 옥길동, 계수동                       |
| 중구 여월동 일부, 작동 일부, 원종동, 고강동, 오정동, 대장동, 삼정동, 내동 | 오정구 여월동, 작동, 원종동, 고강동, 오정동, 대장동, 삼정동, 내동                       |
| 부천시조례 제1195호 (행정동)                                                                      | |
| 구 행정구역                                                                                       | 신 행정구역                                                                                             |
| 중구 심곡2동, 심곡3동, 심곡진동, 원미1동, 원미2동, 춘의동, 신흥1동, 도당동                        | 원미구 심곡2동, 심곡3동, 심곡1동, 원미1동, 원미2동, 춘의동, 약대동, 도당동                              |
| 남구 소사2동 일부, 역곡1동, 역곡2동, 중동, 상동                                                   | 원미구 소사동, 역곡1동, 역곡2동, 중동, 상동                                                             |
| 남구 심곡1동, 심곡본동, 소사1동, 소사2동 일부, 소사3동, 범박동, 역곡3동, 괴안동, 송내1동, 송내2동 | 소사구 심곡본1동, 심곡본2동, 소사본1동, 소사본2동, 소사본3동, 범박동, 역곡3동, 괴안동, 송내1동, 송내2동 |
| 중구 성곡동, 원종1동, 원종2동, 고강본동, 고강1동, 오정동, 신흥2동                                 | 오정구 성곡동, 원종1동, 원종2동, 고강본동, 고강1동, 오정동, 신흥동                                      |
- 1995년 인천광역시 계양구 서운동 일부를 오정구 삼정동에 편입하였다.
- 2016년 7월 4일 책임읍면동제 시행으로 인하여 3개구가 전면 폐지되었으며[4] 10개의 행정복지센터를 설치하였다.[5]

| 부천시조례 제3034호 (법정동)                                              |                                                                    |
| 구 행정구역                                                               | 신 행정구역                                                        |
| 원미구 심곡동, 원미동, 소사동, 역곡동, 춘의동, 도당동, 약대동, 중동, 상동 | 심곡동, 원미동, 소사동, 역곡동, 춘의동, 도당동, 약대동, 중동, 상동 |
| 소사구 심곡본동, 소사본동, 범박동, 괴안동, 옥길동, 계수동, 송내동         | 심곡본동, 소사본동, 범박동, 괴안동, 옥길동, 계수동, 송내동         |
| 오정구 여월동, 작동, 원종동, 고강동, 오정동, 대장동, 삼정동, 내동         | 여월동, 작동, 원종동, 고강동, 오정동, 대장동, 삼정동, 내동         |
| 부천시조례 제3034호 및 제3059호 (행정동)          |                                                                   |
| 구 행정구역                                       | 신 행정구역                                                       |
| 원미구 심곡1동, 심곡2동, 심곡3동, 원미2동, 소사동 | 심곡1동, 심곡2동, 심곡3동, 원미2동, 소사동 (심곡2동 행정복지센터) |
| 원미구 원미1동, 역곡1동, 역곡2동, 춘의동, 도당동  | 원미1동, 역곡1동, 역곡2동, 춘의동, 도당동 (원미1동 행정복지센터)  |
| 원미구 중동, 상동, 상1동                          | 중동, 상동, 상1동 (중동 행정복지센터)                             |
| 원미구 약대동, 중1동, 중2동, 중3동, 중4동         | 약대동, 중1동, 중2동, 중3동, 중4동 (중4동 행정복지센터)           |
| 원미구 상2동, 상3동                               | 상2동, 상3동 (상2동 행정복지센터)                                 |
| 소사구 심곡본1동, 심곡본동, 송내1동, 송내2동      | 심곡본1동, 심곡본동, 송내1동, 송내2동 (심곡본동 행정복지센터)     |
| 소사구 소사본동, 소사본3동                        | 소사본동, 소사본3동 (소사본동 행정복지센터)                       |
| 소사구 범박동, 괴안동, 역곡3동                    | 범박동, 괴안동, 역곡3동 (괴안동 행정복지센터)                     |
| 오정구 성곡동, 고강본동, 고강1동                  | 성곡동, 고강본동, 고강1동 (성곡동 행정복지센터)                   |
| 오정구 원종1동, 원종2동, 오정동, 신흥동           | 원종1동, 원종2동, 오정동, 신흥동 (오정동 행정복지센터)            |
- 2017년 7월 1일 상1동을 상2동 행정복지센터 관할로 편입하였다.
- 2019년 7월 1일 36개의 행정동을 행정복지센터에 따라 10개로 통·폐합하였다(이른바 광역동).[6]

| 부천시조례 제3404호 (행정동)               |             |
| 구 행정구역                                | 신 행정구역 |
| 심곡1동, 심곡2동, 심곡3동, 원미2동, 소사동 | 심곡동      |
| 원미1동, 역곡1동, 역곡2동, 춘의동, 도당동  | 부천동      |
| 중동, 상동                                 | 중동        |
| 약대동, 중1동, 중2동, 중3동, 중4동         | 신중동      |
| 상1동, 상2동, 상3동                        | 상동        |
| 심곡본1동, 심곡본동, 송내1동, 송내2동      | 대산동      |
| 소사본동, 소사본3동                        | 소사본동    |
| 범박동, 괴안동, 역곡3동                    | 범안동      |
| 성곡동, 고강본동, 고강1동                  | 성곡동      |
| 원종1동, 원종2동, 오정동, 신흥동           | 오정동      |
- 2024년 1월 1일, 책임읍면동제와 광역동제 폐지로, 종래의 3개 구를 재설치하는 등 행정구역을 2016년 7월 4일 이전으로 복구하였다. 다만 소사본3동은 소사본1동으로 개칭하며, 범박동과 역곡3동 일부를 떼어 옥길동을 신설하였다 (3구 37행정동).[7]